# Calophyllum heterophyllum
Calophyllum heterophyllum är en tvåhjärtbladig växtart som beskrevs av P.F. Stevens. Calophyllum heterophyllum ingår i släktet Calophyllum och familjen Calophyllaceae. Inga underarter finns listade i Catalogue of Life.